# Lager Silos
Koordinaten: 43° 48′ 0″ N, 18° 6′ 0″ O
Das Lager Silos  war ein während des Bosnienkrieges betriebenes Internierungslager in Tarčin bei Hadžići. Es diente von 1992 bis 1996 der Armija Republike Bosne i Hercegovine dazu vor allem bosnische Serben und bosnische Kroaten zu internieren.
Das Lager befand sich im Dorf Tarčin in der Nähe der Stadt Hadžići.  Die bis zu 600 Insassen wurde sowohl physisch als auch psychisch gefoltert, mit unzureichend Nahrung versorgt und unter unhygienischen Bedingungen festgehalten. Es hatte eine volle Kapazität von 600 Gefangenen, 24 Gefangene starben oder wurden getötet, während das Lager in Betrieb war.
Im September 1992 wurde ein Gefangenenaustausch vorbereitet, bei dem die in Silos inhaftierten Gefangenen im Austausch für die Befreiung der von den bosnischen Serben inhaftierten bosnischen Muslime befreit würden. Die Verhandlungen scheiterten schließlich und der Austausch fand nie statt. Nachdem das Rote Kreuz im November 1992 Silos besucht hatte, verbesserten sich die Bedingungen etwas. Nach der Unterzeichnung des Dayton-Abkommens im Dezember 1995, mit dem der Krieg beendet wurde, blieben bis zu 100 Gefangene in Silos. Auf Drängen des US-Präsidenten Bill Clinton wurde das Lager im Januar 1996, zwei Monate nach der Unterzeichnung des Dayton-Abkommens, geschlossen. Im November 2011 verhaftete die bosnische Polizei acht bosnisch-muslimische Beamte und ehemalige Lagerwächter, die wegen angeblich im Lager begangenen Missbrauchs angeklagt waren. Im Jahr 2018 wurden alle acht verurteilt, aber im folgenden Jahr wurden ihre Verurteilungen im Berufungsverfahren aufgehoben und eine Wiederaufnahme des Verfahrens angeordnet.

## Geschichte
Tarčin war eine überwiegend muslimische Gemeinde. Während des Bosnienkrieges das Gebiet von großer strategischer Bedeutung, da es die belagerte Stadt mit dem verbleibenden Gebiet verband, das von der Armee der Republik Bosnien und Herzegowina (ARBiH) kontrolliert wurde. Aus Angst vor einem Aufstand, verhafteten die örtlichen Behörden alle bosnisch-serbischen Männer im Kampfalter und sperrten sie in einem großen fensterlosen Getreidesilo in Tarčin ein.
Im Silo gab es elf Abteilungen, jeder Abteilung war durch Wänden abgetrennt. Der Raum zwischen den Abteilen wurde von Lagerwächtern überwacht, die sich ausschließlich mit ihren Nachnamen ansprachen.  Die ersten Häftlinge wurden Mitte Mai 1992 in den Silos gebracht. Überlebenden zufolge waren die Insassen zwischen 14 und 80 Jahre alt. Unter den Festgehalteten befanden sich Slavko Jovičić, ein späterer Abgeordneter der Parlamentarischen Versammlung von Bosnien und Herzegowina, sowie mindestens zwei bosnische Serben, die mit der ARBiH gekämpft hatten.
Die Insassen sahen monatelang kein Tageslicht, einige Verhungerten aufgrund der schlechten Nahrungsituation. Das Lager enthielt keine sanitären Einrichtungen oder fließendes Wasser und war von Stacheldraht umgeben. Insassen schliefen auf den Betonböden. Einige Insassen starben an verschiedene Krankheit. Viele wurden krank, als der Siloboden mit menschlichen Exkrementen bedeckt wurde; andere wurden durch Schüsse und Artillerie getötet, als sie auf Befehl ihrer Entführer an der Front arbeiten mussten. Das Lager war in der Lage, 600 Insassen mit voller Kapazität aufzunehmen.
Im September 1992 wurde ein Gefangenenaustausch mit 454 bosnisch-muslimischen und 463 bosnisch-serbischen Häftlingen versucht. Es war vorgesehen, dass die Armee der Republika Srpska (VRS) bosnisch-muslimische Insassen aus einem Gefängnis im Dorf Kula in der Nähe von Sokolac entlassen und die ARBiH die in Silos inhaftierten Insassen freigeben würde. Die Verhandlungen brachen schließlich zusammen und der Austausch fand nie statt. Nachdem das Rote Kreuz im November 1992 Silos besucht hatte, verbesserten sich die Bedingungen etwas. Zwischen dem 15. und 17. April 1993 rang die ARBiH dem kroatischen Verteidigungsrat die Stadt Konjic ab und nahm mehr als 1000 bosnisch-kroatische Gefangene, von denen einige in Silos inhaftiert wurden. Am 13. Juni 1993 wurden mehrere bosnisch-kroatische Männer aus Tarčin von der ARBiH festgenommen und in Silos inhaftiert.
Mehr als 100 Insassen blieben nach der Unterzeichnung des Dayton-Abkommens im Dezember 1995, das den Bosnienkrieg beendete, gefangen. Nach der Auflösung des Lagers ließen die bosnischen Serben viele der Geiseln frei, die sie genommen hatten, um die Sicherheit der Silos-Insassen zu gewährleisten. Im Laufe seines Bestehens starben 24 Insassen oder wurden in Silos getötet.

## Folgen
Am 22. November 2011 verhaftete die bosnische Polizei Fadil und Halid Čović, Mustafa Đelilović, Bećir Hujić, Nermin Kalember, Nezir Kazić, Šerif Mešanović und Mirsad Šabić wegen des Verdachts auf Kriegsverbrechen und Verbrechen gegen die Menschlichkeit im Lager Silos sowie zwei andere Standorte in der Gemeinde Tarčin. Während des Krieges war Đelilović Bürgermeister der Gemeinde Tarčin, Präsident der Gemeindeversammlung und Präsident des Krisenausschusses der Gemeinde. Fadil Čović war der Polizeichef der Gemeinde. Kazić war der Kommandeur der 9. Bergbrigade der ARBiH. Hujić war der Kommandeur des Siloslagers und Halid Čović, Mešanović waren seine Stellvertreter. Kalember und Šabić hatten als Wachmänner in Silos gearbeitet.
Am 21. Februar 2012 bekannten sich sieben der acht Angeklagten in allen Punkten nicht schuldig. Kazić erklärte, dass er nach Rücksprache mit seinem Anwalt die Anklage nicht verstehe.  Am 1. März bekannte er sich ebenfalls nicht schuldig.
Am 5. Juli 2018 wurden in einem erstinstanzlichen Urteil alle acht Angeklagten für schuldig befunden, Zivilisten illegal inhaftiert und unter unerträglichen Lebensbedingungen festgehalten zu haben. Die acht wurden freigesprochen, Verbrechen gegen Kriegsgefangene begangen zu haben, da das Gericht feststellte, dass alle Inhaftierten Zivilisten waren. Der Prozess hatte mehr als sechs Jahre gedauert. Đelilović und Kazić wurden zu zehn Jahren Gefängnis verurteilt. Fadil Čović und Hujić wurden zu acht Jahren Gefängnis verurteilt. Šabić und Halid Čović wurden zu sechs Jahren Gefängnis verurteilt. Mešanović und Kalember wurden beide zu fünf Jahren Haft verurteilt. Die Anwälte von Đelilović und Halid Čović legten Berufung gegen das Urteil ein. Am 15. Juli 2019 hob die Berufungskammer des bosnischen Staatsgerichts die Verurteilungen auf und ordnete eine Wiederaufnahme des Verfahrens an. Die Wiederaufnahme des Verfahrens begann am 17. September 2019.